# Hylotelephium maximum
Hylotelephium maximum
Espèce
Classification phylogénétique
Hylotelephium maximum, le Grand orpin, est une espèce de plantes vivaces de la famille des Crassulacées.

## Synonymes
- Sedum telephium subsp. maximum
- Sedum maximum

## Description
Le grand orpin est une plante vivace de 30 à 90 cm, très robuste, glabre, à souche épaisse et à tige raide et feuillée. Les feuilles sont ovales, entières, longues de 2 à 4 cm, de couleur glauque. Les fleurs sont jaunâtres, pédicellées et disposées en corymbes.

## Habitat et répartition
Cette crassulacée est une plante montagnarde qu'on retrouve dans un certain nombre de massifs montagneux européens (jusqu'au Caucase) et en Europe du nord (Allemagne, sud de la Scandinavie). En France, elle est surtout présente dans le Massif central et les Pyrénées orientales ainsi que dans les Alpes, mais de façon plus disséminée. On la trouve sur les rochers ou dans les bois, sur substrat siliceux uniquement.

## Photos

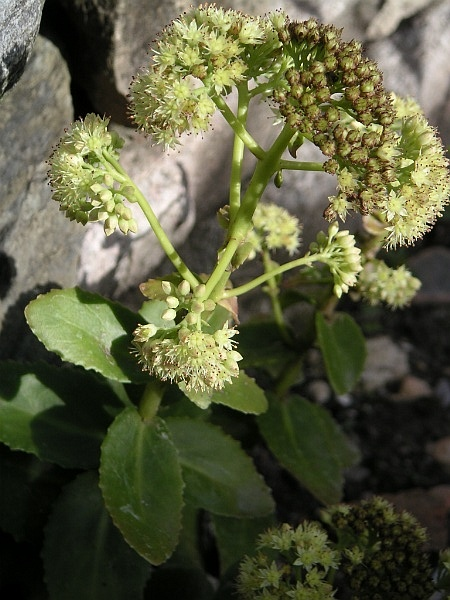
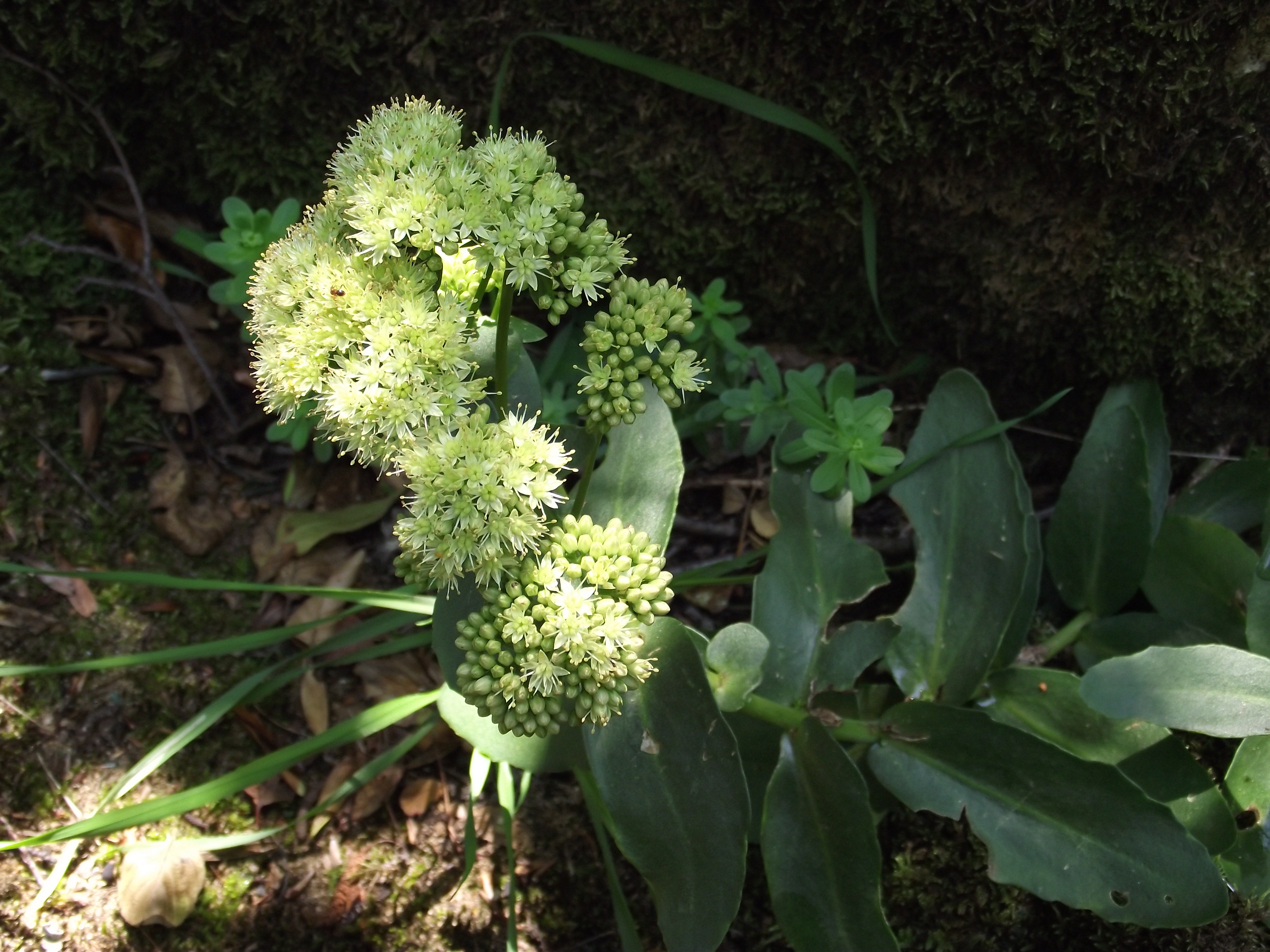
Grand Orpin dans les monts d'Aubrac (Massif central).